# Memphis
Memphis è una città statunitense, situata lungo il fiume Mississippi, nel sud ovest dello Stato del Tennessee. È capoluogo della contea di Shelby, la contea più popolosa del Tennessee. Con 633 104 abitanti, è la seconda città più abitata del Tennessee dopo la capitale Nashville.
È il centro culturale ed economico del Tennessee occidentale e la terza più grande area metropolitana lungo il fiume Mississippi dopo la Grande Saint Louis e Minneapolis-Saint Paul. Presenta una grande varietà di paesaggi e quartieri distinti.
Memphis è da sempre un importante centro strategico per i trasporti e la logistica statunitense. FedEx è il più grande datore di lavoro e ha centrale operativa all'Aeroporto Internazionale di Memphis, il secondo aeroporto statunitense per traffico merci.

## Geografia fisica

### Territorio
Memphis è situata a 35°07′03″N 89°58′16″W (35.1175, -89.971111).
Secondo lo United States Census Bureau, ha un'area totale di 324,0 mi² (839,16 km²).

### Clima
| Memphis             | Mesi | Mesi | Mesi | Mesi | Mesi | Mesi | Mesi | Mesi | Mesi | Mesi | Mesi | Mesi | Stagioni | Stagioni | Stagioni | Stagioni | Anno  |
| Memphis             | Gen  | Feb  | Mar  | Apr  | Mag  | Giu  | Lug  | Ago  | Set  | Ott  | Nov  | Dic  | Inv      | Pri      | Est      | Aut      | Anno  |
| ------------------- | ---- | ---- | ---- | ---- | ---- | ---- | ---- | ---- | ---- | ---- | ---- | ---- | -------- | -------- | -------- | -------- | ----- |
| T. max. media (°C)  | 8,6  | 11,3 | 16,4 | 22,4 | 27,0 | 31,2 | 32,9 | 32,1 | 28,7 | 23,5 | 16,3 | 10,6 | 10,2     | 21,9     | 32,1     | 22,8     | 21,8  |
| T. min. media (°C)  | −1,3 | 0,7  | 5,3  | 10,6 | 15,6 | 20,0 | 22,0 | 20,8 | 17,0 | 10,3 | 5,0  | 0,7  | 0,0      | 10,5     | 20,9     | 10,8     | 10,6  |
| Precipitazioni (mm) | 105  | 110  | 133  | 134  | 126  | 93   | 89   | 80   | 87   | 73   | 120  | 131  | 346      | 393      | 262      | 280      | 1 281 |

## Storia
Memphis fu fondata nel 1819 come città pianificata da un gruppo di ricchi statunitensi tra cui John Overton e il futuro presidente Andrew Jackson. L'economia delle piantagioni nel sud prima della guerra civile americana impose Memphis come importante centro commerciale nazionale per il lavoro degli schiavi afroamericani e le merci agricole, in particolare il cotone. Memphis si separò con il Tennessee nel 1861 durante la guerra civile, ma fu riconquistata dalle forze dell'Unione nel 1862 e occupata per tutta la durata della guerra.
Sede della più grande popolazione afroamericana del Tennessee, dal 1º al 3 maggio 1866 fu teatro di violenti disordini per motivi razziali: 46 neri e 2 bianchi furono uccisi (uno si ferì da solo e l'altro fu ucciso apparentemente da altri bianchi), 75 persone furono ferite (la maggior parte di colore), oltre 100 rapinati, 5 donne nere dichiararono di essere state violentate e testimoniarono presso il successivo comitato di indagine del Congresso, e 91 case incendiate (89 appartenenti a persone nere, una a un bianco e una a una coppia di razza mista). Quattro chiese di afroamericani e 12 loro scuole furono bruciate.
Memphis ha svolto un ruolo di primo piano nel movimento per i diritti civili. Nel 1968 vi fu assassinato Martin Luther King. La città ora ospita il National Civil Rights Museum, un'istituzione affiliata allo Smithsonian. I continui problemi sociali ed economici della città hanno portato a tassi persistentemente elevati di criminalità e povertà negli ultimi decenni. A differenza della maggior parte delle principali città statunitensi, Memphis sta attualmente vivendo uno spopolamento.

## Società

### Evoluzione demografica
Secondo il censimento del 2018, la popolazione era di 650 618 abitanti. La popolazione residente è calata a 633 104 abitanti nel 2020.

### Etnie e minoranze straniere
Secondo il censimento del 2010, la composizione etnica della città era formata dal 63,3% di afroamericani, dal 29,4% di bianchi, dallo 0,2% di nativi americani, dall'1,6% di asiatici, dallo 0,0% di oceaniani, dal 4,0% di altre etnie e dall'1,4% da due o più etnie. Ispanici o latinos di qualunque etnia erano il 6,5% della popolazione.

## Economia
Sin dall'era dei diritti civili, Memphis si è affermata come principale polo commerciale degli Stati Uniti specialmente nel settore dei trasporti e della logistica. La più grande realtà commerciale della città è FedEx, che ha istituito da svariato tempo la propria sede e l'hub intercontinentale presso l'Aeroporto internazionale di Memphis, facendone il secondo più trafficato scalo aeroportuale cargo del mondo dopo Hong Kong e il più grande hub aeroportuale commerciale degli Stati Uniti.
Oggi, Memphis è inoltre un centro regionale per il commercio, l'educazione, i media, l'arte e l'intrattenimento.

## Cultura

### Musei

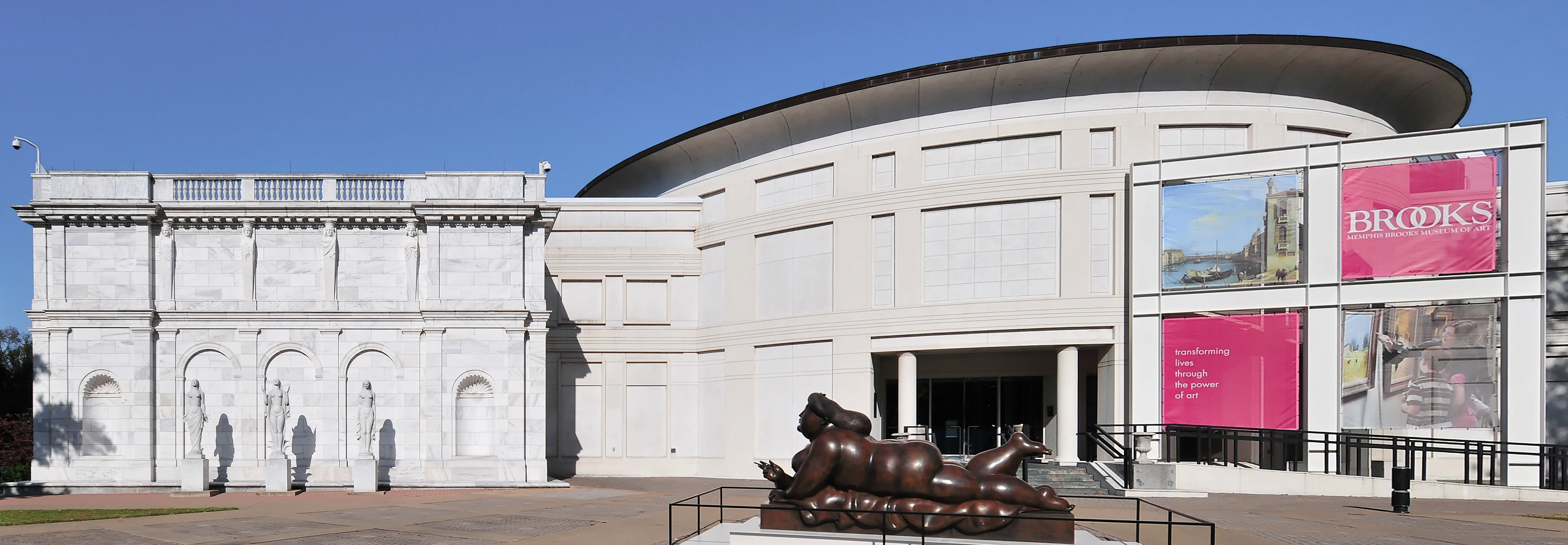
Memphis Brooks Museum of Art

- Brooks Museum of Art
- Graceland

### Musica
La città ha avuto per lungo tempo una scena musicale di rilievo, con bande storiche di blues in Beale Street che hanno dato origine all'esclusivo genere Memphis blues agli inizi del XX secolo. La musica della città ha continuato a essere plasmata da una miscela di influenze afroamericane e bianche attraverso i generi blues, country, rock n' roll, soul e hip-hop.
Fra gli artisti che sono cresciuti o che hanno iniziato qui la loro carriera ci sono: Morgan Freeman, B.B. King, Johnny Cash, Elvis Presley (qui sepolto, a Graceland), Aretha Franklin, Carl Perkins, Shawn Lane, John Lee Hooker, Howlin' Wolf, Jerry Lee Lewis, Al Green, Muddy Waters, Tina Turner, Roy Orbison, Willie Mae Ford Smith, Sam Cooke, Booker T. & the M.G.'s, Otis Redding, The Blackwood Brothers, Isaac Hayes, Rufus Thomas, W. C. Handy e Jerry "The King" Lawler, Harlan T. Bobo, Big Star, Justin Timberlake e Eric Gales.
La nota casa discografica Stax aveva sede a Memphis.
Negli anni '90 Memphis ha sviluppato un peculiare sottogenere del rap, conosciuto come "Memphis Rap" o "Memphis Horrorcore", di cui la Three 6 Mafia sono i più celebri esponenti. Il genere è caratterizzato da liriche violente con frequenti riferimenti a scene di omicidi e, più in generale, a satanismo o immaginari tratti da film horror. La musica è caratterizzata da produzioni grezze e registrate in maniera amatoriale, con drum machines scadenti, musiche di film e mixing amatoriali.

## Infrastrutture e trasporti
La felice ubicazione e la vicinanza al fiume Mississippi rendono Memphis un crocevia strategico per l'intero sistema di trasporti negli Stati Uniti. In essa convergono svariate autostrade e linee ferroviarie; inoltre, possiede un importante porto fluviale e un grande scalo aereo intercontinentale.

### Autostrade e strade
Memphis è attraversata da svariate autostrade:
- Interstate 22
- Interstate 40
- Interstate 55
- Interstate 69
- Interstate 240
- Interstate 269

Inoltre, vi sono le seguenti strade federali:
- U.S. Route 51
- U.S. Route 62
- U.S. Route 64
- U.S. Route 70
- U.S. Route 72

### Ferrovie
Memphis ha un sistema ferroviario assai sviluppato che forma uno snodo di cruciale importanza per la rete ferroviaria statunitense.
La stazione principale è la Memphis Central Station, ma apposite diramazioni servono anche il vicino porto fluviale e l'aeroporto.
Le compagnie ferroviarie che collegano la città al resto degli Stati Uniti includono Amtrak, BNSF, CSX, Norfolk Southern, Union Pacific e la Canadian National.

### Aeroporti
L'Aeroporto Internazionale di Memphis è lo scalo aeroportuale commerciale più grande e trafficato degli Stati Uniti. Esso riveste un'importanza cruciale per i trasporti e il traffico doganale di importazioni ed esportazioni dell'intero Paese; è anche lo scalo commerciale più grande al mondo dopo quello di Hong Kong ed inoltre ospita l'hub intercontinentale di FedEx, che ha la sua sede principale nell'aeroporto stesso.

### Porti
Memphis dispone di un porto fluviale sul Mississippi che connette la città al golfo del Messico. Esso ha sede sulla President's Island, che è collegata alla grande baia fluviale di Memphis e, con la sua estensione compresa tra il Mile 725 e il Mile 740, è il secondo porto fluviale del Mississippi, nonché il quarto degli Stati Uniti. Il suo traffico comprende sia il trasporto locale fluviale che quello intercontinentale marittimo, grazie allo strategico sbocco a sud, sul golfo del Messico.

## Amministrazione

### Gemellaggi
- Kanifing
- Kaolack
- Shoham